# MONSTER (アルバム)
『MONSTER』（モンスター）は、日本の音楽ユニット・B'zが、2006年6月28日にリリースした15作目のオリジナル・アルバム。

## 概要
前作『THE CIRCLE』より1年2か月ぶりのオリジナル・アルバム。
本作発売後に、ライブツアー『B'z LIVE-GYM 2006 "MONSTER'S GARAGE"』が敢行された。
ロックからポップな曲、バラード、はたまたレゲエ調、ブルース調など幅広くバラエティ豊かな曲構成をしている。また、近作である『BIG MACHINE』や『THE CIRCLE』のシンプルなバンド志向とは異なり、打ち込み音やキーボード、ストリングス、ブラス、コーラスなどを多用している。本作では、珍しくコーラスにサポートメンバーの声を使っている。近年ではほとんどなかったフェードアウトの曲も3曲ある。
制作は日本と自身のスタジオがあるロサンゼルスを何度も往復しながら行われた。
ジャケット写真は、黒い背景にカラフルなメンバーの写真などのコラージュというデザイン。これは「タイトルから直接的に想像できるイメージとは逆に、ポップでライトな感じ」というテーマで制作された。
前後の作品同様デジパック仕様だが、プラスチック製のスリーブケースが付属するほか、歌詞カードは通常のブックレット式ではなく、屏風式となっている。
初回限定盤には、9月1日になんばHatchで開催されたリリース記念を兼ねた完全招待制ライブ『B'z NETWORK LIVE in Japan』の応募抽選ハガキが封入されている。
アレンジャーの徳永暁人がアルバム全般の楽曲制作に参加した最後の作品であり、次作『ACTION』は一部の楽曲のみ参加、それ以降はB'zの楽曲制作にまったく関与していない。
シングル曲が4曲以上オリジナル・アルバムに収録されるのは、11thアルバム『ELEVEN』以来である。
オリコンチャートではグループ及び男性アーティストでは初となる通算20作の首位獲得となった。
2018年に結成30周年記念として『DINOSAUR』までのオリジナル・アルバムと共にアナログレコード化された。

## 収録曲
| 全作詞: 稲葉浩志、全作曲: 松本孝弘、全編曲: 松本孝弘・稲葉浩志・徳永暁人。 |                          |          |            |      |
| #                                                                          | タイトル                 | 作詞     | 作曲・編曲 | 時間 |
| 1.                                                                         | 「ALL-OUT ATTACK」       | 稲葉浩志 | 松本孝弘   | 4:11 |
| 2.                                                                         | 「SPLASH!」              | 稲葉浩志 | 松本孝弘   | 3:33 |
| 3.                                                                         | 「ゆるぎないものひとつ」 | 稲葉浩志 | 松本孝弘   | 4:38 |
| 4.                                                                         | 「恋のサマーセッション」 | 稲葉浩志 | 松本孝弘   | 3:28 |
| 5.                                                                         | 「ケムリの世界」         | 稲葉浩志 | 松本孝弘   | 3:05 |
| 6.                                                                         | 「衝動 〜MONSTER MiX〜」 | 稲葉浩志 | 松本孝弘   | 3:13 |
| 7.                                                                         | 「無言のPromise」        | 稲葉浩志 | 松本孝弘   | 4:57 |
| 8.                                                                         | 「MONSTER」              | 稲葉浩志 | 松本孝弘   | 4:53 |
| 9.                                                                         | 「ネテモサメテモ」       | 稲葉浩志 | 松本孝弘   | 3:26 |
| 10.                                                                        | 「Happy Birthday」       | 稲葉浩志 | 松本孝弘   | 3:54 |
| 11.                                                                        | 「ピエロ」               | 稲葉浩志 | 松本孝弘   | 3:13 |
| 12.                                                                        | 「雨だれぶるーず」       | 稲葉浩志 | 松本孝弘   | 6:17 |
| 13.                                                                        | 「明日また陽が昇るなら」 | 稲葉浩志 | 松本孝弘   | 4:52 |
| 14.                                                                        | 「OCEAN 〜2006 MiX〜」   | 稲葉浩志 | 松本孝弘   | 5:26 |
| 合計時間:                                                                  | 合計時間:                | 59:06    |            |      |

## 楽曲解説
1. ALL-OUT ATTACK
  - 「アルバムの1曲目を創ろう」という意識で制作された[14]。タイトルは英語で「総攻撃」を意味する。
  - プログレッシブ・ロック調の楽曲で、異なる3曲が1つにまとめられている[1]。そのため、B'zの楽曲にはあまりなかったCメロが存在しており、セクションによってビートが変わっている。
  - PVは、ライブハウスに男性限定でエキストラを募集し、ライブ形式で収録されている。このPVは「純情ACTION」のPVに一部流用された。
  - ベスト・アルバム『B'z The Best "ULTRA Treasure"』の収録曲を決める際のファン投票では中間発表時の結果では31位で、最終的に収録となる30位以内には入れなかった。
  - 2006年10月13日放送の『ミュージックステーション 20周年記念スペシャル』ではライブ形式で披露された[15]。
2. SPLASH!
  - 42ndシングル。
3. ゆるぎないものひとつ
  - 41stシングル。
4. 恋のサマーセッション
  - レゲエ調の楽曲で[1]、松本はレゲエのリズムと夏というテーマでメロディーを作った[16]。
  - 作詞の際に“夏期講習”という言葉を思いついたので辞書で調べると“サマーセッション”だったためタイトルに採用している[16]。稲葉曰く「“夏期講習”自体は歌いたい言葉だったんで、変えたくなかった」という理由で、歌詞中では“恋の夏期講習”と歌われている[16]。
  - この曲もPVが制作されており、街の通りの店舗で二人で演奏していると、外国人の男性エキストラがサビの一部を歌いながら二人の前に乱入して去っていくという内容。
  - ライブでは松本がストラトキャスターを使用し、ダンサーが登場した[17]。
5. ケムリの世界
  - ライブドア事件、村上ファンド事件、耐震強度問題における証人喚問などの一連の事件を暗喩するような、社会風刺の歌詞を持つロックンロール調の楽曲[1]。
  - 2番が終わると転調し、ラストのサビでテンポアップする。
6. 衝動 〜MONSTER MiX〜
  - 40thシングル。
  - 本作にはアルバムバージョンとして収録されており、アコースティック・ギター以外のギターのパートの他、ボーカルやコーラスも一部が録り直された[18]。
7. 無言のPromise
  - 稲葉は歌詞について「太い絆で繋がっている人は、物理的に別れたりとかしても、もう1回会うっていう約束を無言でしてるんだ、っていうのがテーマ」とコメントしている[19]。
  - 間奏には、GOWによるタガログ語での語りがある。女性が歌詞部分にメインで声を入れているのは「WILD ROAD」以来。
  - ストリングスは稲葉のソロ曲「遠くまで」のように弦楽四重奏となっている。
  - 「ケムリの世界」と本曲はフェードアウトである他、いずれもライブ未演奏となっている。
8. MONSTER
  - 本作の表題曲であるハードロック・チューン[1]。
  - リフ先行で作られた曲で、ストリングスを使用している。アルバムタイトル決定後、イントロ以外のリフが制作された[8]。
  - PVが存在しており、CMにも映像が使用された。
9. ネテモサメテモ
  - 松本曰く「かなりチャレンジな楽曲」。
  - ブルースロック調の楽曲で[1]、メロディとリフは別々に存在していたものをくっつけたという[19]。
  - ブルースハープは稲葉が担当。
  - 日本テレビ『1億3000万人が選ぶ!ベストアーティスト2006』で披露された。
10. Happy Birthday
  - B'z初のバースデイソング。
  - 『B'z LIVE-GYM 2005 "CIRCLE OF ROCK"』で未発表曲として演奏されており、その際はイントロにピアノのメロディが存在した。
  - PVが存在しており、『B'z LIVE-GYM 2005 "CIRCLE OF ROCK"』での演奏時の映像とそのリハーサルの映像が使用されている。
  - 『B'z LIVE-GYM 2006 "MONSTER'S GARAGE"』では、松本と稲葉、増田隆宣、シェーン・ガラース、徳永暁人、大田紳一郎の6人によるアコースティック・ギター主体のバージョンで演奏された[17]。
11. ピエロ
  - 41stシングル『ゆるぎないものひとつ』2nd beat。
12. 雨だれぶるーず
  - 稲葉の「マイナーのブルースがやりたい」というリクエストの下、ロサンゼルスでメンバー同士のジャム・セッションを中心に制作され、帰国してからブラスを加えて完成した[20]。
  - 演奏時間は6分17秒と長め[注 3]。
13. 明日また陽が昇るなら
  - 制作が難航した楽曲で、結局は本作のレコーディング終盤に完成した[20]。
  - アレンジの段階で、イントロが違うものやリズム・パターンが違うものなど様々なパターンを試している[20]。
  - レコーディングの当初は1曲目にする予定であった[20]。アルバムツアーでは本編ラストに演奏された。
  - 本曲もPVが制作されている。
14. OCEAN 〜2006 MiX〜
  - 39thシングル。
  - 本作にはアルバムバージョンとして収録されており、シングルバージョンよりもエレクトリック・ギターが強調されている[1]。またシングルバージョンではミキシングを小林が担当したが、アルバムバージョンではジェイが担当した。
  - ちなみに、年をまたいでオリジナル・アルバムに収録されたシングルは「ultra soul」以来である[注 4]。

## 参加ミュージシャン
- 松本孝弘:ギター、全曲作曲・編曲
- 稲葉浩志:ボーカル、全曲作詞・編曲、ブルースハープ (#9)
- 徳永暁人:ベース、コーラス (#1.4-6.8.10)、全曲編曲
- シェーン・ガラース:ドラム・パーカッション
- 小野塚晃:キーボード (#4.5.7.12.13)
- 上石統:トランペット (#4.12)
- 東條あづさ:トロンボーン (#4.12)
- 宮崎隆睦:サクソフォーン (#4.12)
- 武田和大:サックス (#4.12)
- 石橋尚子:ヴァイオリン (#7)
- 徳永友美:ヴァイオリン (#3)
- 永田真希:ヴァイオリン (#7.8)
- TAKAHASHI MAYU:ヴィオラ (#7)
- ONUKI EIKO:チェロ (#7)
- TAMA MUSIC strings:ストリングス (#3.8.14[注 5])
- 大田紳一郎:コーラス (#1.4-6.8.10.13.14[注 5])
- 竹井詩織里:コーラス (#4.10)
- 森田葉月:コーラス (#4.10)
- 森川七月:コーラス (#4.10)
- GOW:ヴォイス (#7)
- ジェイ・バウムガードナー:ミキシング・エンジニア
- セルジオ・チャベズ:レコーディング・エンジニア
- 鎌田真吾:ブラス譜面起こし・指揮
- 池田大介:ストリングス譜面起こし・指揮

## ライブ映像作品
シングル曲については各作品の項目を参照
ALL-OUT ATTACK
- B'z LIVE-GYM 2006 "MONSTER'S GARAGE"
- B'z LIVE in なんば
- B'z The Best "ULTRA Treasure" (特典DVD)
- B'z LIVE in なんば 2006 & B'z SHOWCASE 2007 -19- at Zepp Tokyo

恋のサマーセッション
- B'z LIVE-GYM 2006 "MONSTER'S GARAGE"

MONSTER
- B'z LIVE-GYM 2006 "MONSTER'S GARAGE"
- B'z LIVE in なんば
- B'z LIVE in なんば 2006 & B'z SHOWCASE 2007 -19- at Zepp Tokyo

ネテモサメテモ
- B'z LIVE-GYM 2006 "MONSTER'S GARAGE"
- B'z LIVE in なんば
- B'z LIVE in なんば 2006 & B'z SHOWCASE 2007 -19- at Zepp Tokyo

Happy Birthday
- B'z LIVE-GYM 2006 "MONSTER'S GARAGE"
- B'z LIVE-GYM 2005 -CIRCLE OF ROCK-

雨だれぶるーず
- B'z LIVE-GYM 2006 "MONSTER'S GARAGE"
- B'z LIVE in なんば
- B'z LIVE in なんば 2006 & B'z SHOWCASE 2007 -19- at Zepp Tokyo

明日また陽が昇るなら
- B'z LIVE-GYM 2006 "MONSTER'S GARAGE"